# Liste der Biografien/Mok
Liste der Biografien |
Portal Biografien |
Personensuche
# |
A |
B |
C |
D |
E |
F |
G |
H |
I |
J |
K |
L |
M |
N |
O |
P |
Q |
R |
S |
T |
U |
V |
W |
X |
Y |
Z |
?
 
Ma |
Mb |
Mc |
Md |
Me |
Mf |
Mg |
Mh |
Mi |
Mj |
Mk |
Ml |
Mm |
Mn |
Mo |
Mp |
Mq |
Mr |
Ms |
Mt |
Mu |
Mv |
Mw |
Mx |
My |
Mz
 
Moa |
Mob |
Moc |
Mod |
Moe |
Mof |
Mog |
Moh |
Moi |
Moj |
Mok |
Mol |
Mom |
Mon |
Moo |
Mop |
Moq |
Mor |
Mos |
Mot |
Mou |
Mov |
Mow |
Mox |
Moy |
Moz
Die Liste der Biografien führt alle Personen auf, die in der deutschsprachigen Wikipedia einen Artikel haben. Dieses ist eine Teilliste mit 111 Einträgen von Personen, deren Namen mit den Buchstaben „Mok“ beginnt.

## Mok
- MOK (* 1976), deutscher Rapper
- Mok Ka Sha (* 1962), chinesische Tischtennisspielerin (Hongkong)
- Mok, José Neto, osttimoresischer Polizist
- Mok, Karen (* 1970), chinesische Sängerin, Produzentin und Schauspielerin
- Mok, Lesley (* 1994), amerikanische Jazzmusikerin (Schlagzeug, Perkussion, Komposition) und interdisziplinäre Künstlerin
- Mok, Ngaiming (* 1956), chinesischer Mathematiker
- Mok, Q. I. M. (1925–2005), niederländischer Romanist, Provenzalist und Sprachwissenschaftler
- Mok, Sau Hei (* 1941), chinesischer Radrennfahrer aus Hongkong
- Mok, Weng Sun (* 1967), malaysischer Automobilrennfahrer

### Moka
- Moka, Hansgeorg (1900–1955), deutscher Verwaltungsjurist und NS-Funktionär, Oberbürgermeister von Schneidemühl
- Mokaba, Peter (1958–2002), südafrikanischer Politiker; Präsident der ANC Youth League (1991 bis 1994)
- Mokaby (* 1991), deutscher DJ und MusikproduzentMokaby (* 1991)

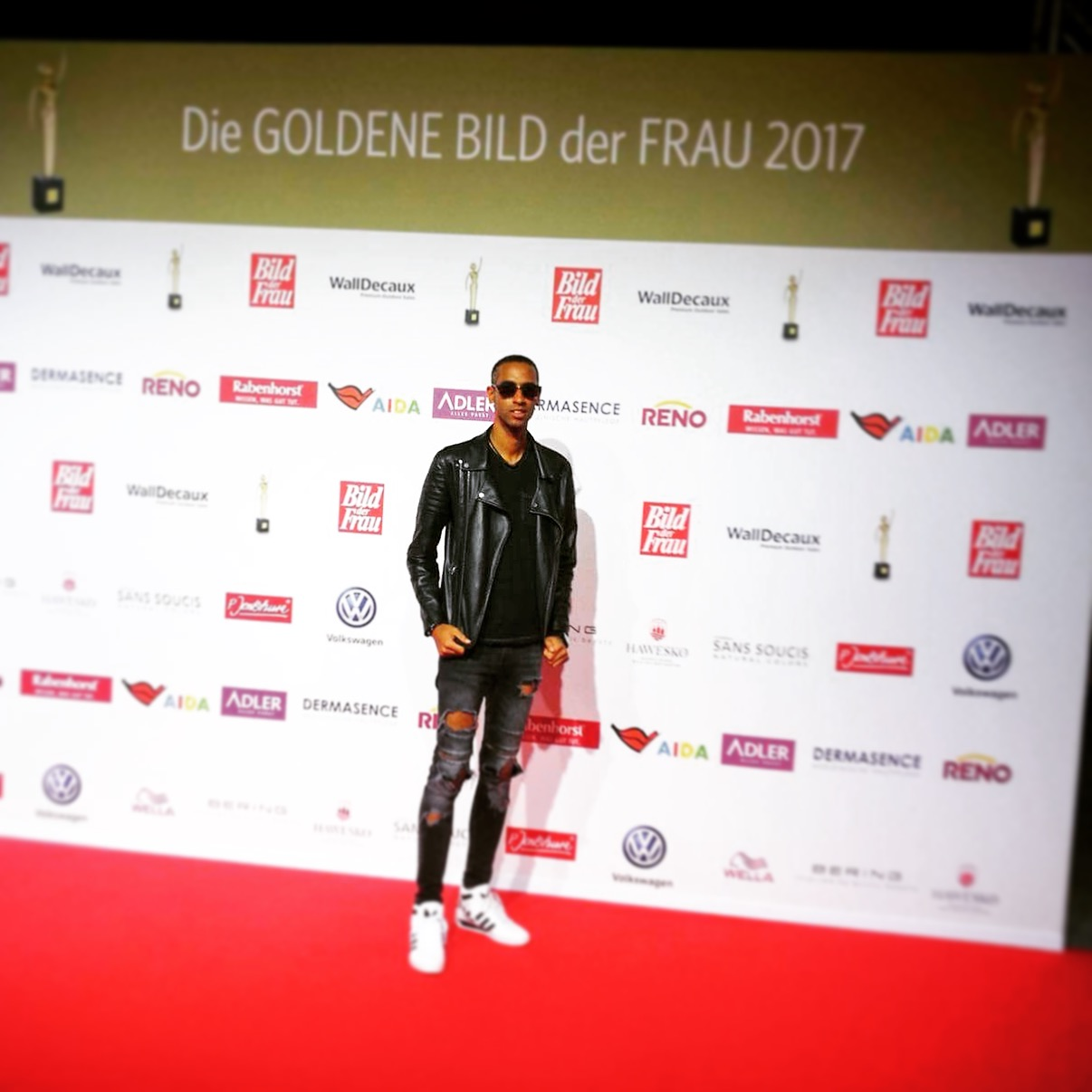
Mokaby (* 1991)

- Mokaddem, Sadok (1914–1993), tunesischer Politiker und Diplomat
- Mokae, Zakes (1934–2009), südafrikanischer Schauspieler
- Mokaleng, Derrick (* 1997), südafrikanischer Sprinter
- Mokamba, Mike (* 1994), kenianischer Sprinter

### Moke
- Moke Motsüri, Eugène (1916–2015), kongolesischer Geistlicher, Weihbischof in Kinshasa
- Moke, Wilfred (* 1988), französisch-kongolesischer Fußballspieler
- Moke-Pleyel, Marie (1811–1875), französisch-belgische Pianistin
- Mokeddem, Malika (* 1949), algerische Ärztin und Autorin
- Mokejew, Albert Andrejewitsch (1936–1969), sowjetischer Pentathlet
- Mokelki, Emanuel (1896–1937), russlanddeutscher römisch-katholischer Geistlicher und Märtyrer
- Mokenane, Oarabile (* 1992), botswanische Hürdenläuferin
- Moker, Anton († 1607), deutscher klassischer Philologe, Philosoph und Hochschullehrer
- Möker, Yannik (* 1999), deutscher FußballspielerYannik Möker (* 1999)

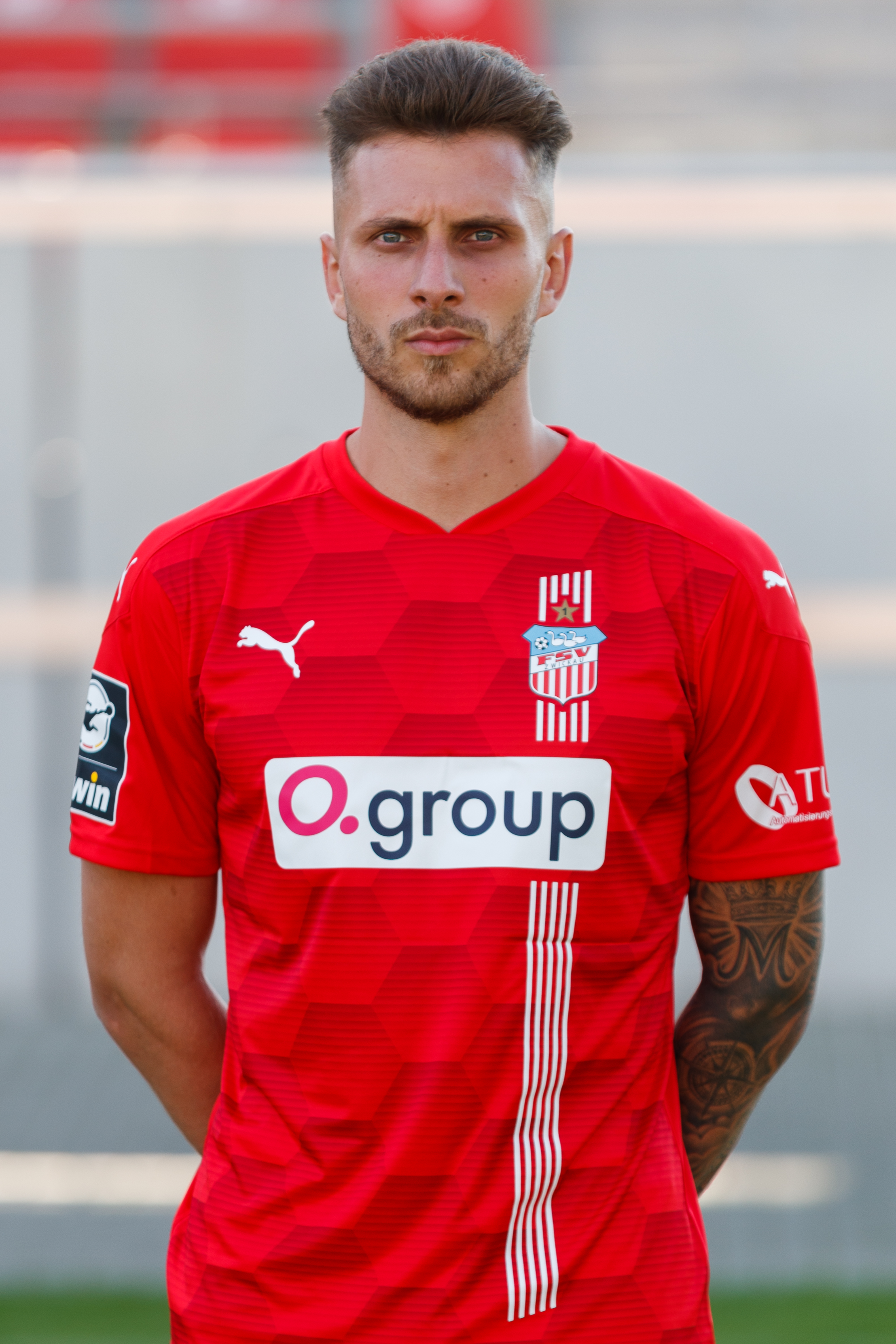
Yannik Möker (* 1999)

### Mokg
- Mokganyetsi, Hendrick (* 1975), südafrikanischer Leichtathlet
- Mokgobu, Desmond (* 1988), südafrikanischer Leichtathlet
- Mokgoro, Yvonne (1950–2024), südafrikanische Juristin, Richterin am Verfassungsgericht der Republik Südafrika

### Mokh
- Mokhberi, Emud (* 1978), iranisch-US-amerikanischer Filmregisseur
- Mokhehle, Ntsu (1918–1999), lesothischer Politiker, Premierminister von Lesotho
- Mokhosi, Mokete (* 1969), lesothischer Taekwondoin
- Mokhotho, Moroke (* 1990), lesothischer Boxer
- Mokhova, Maria (* 1982), russische Konzertorganistin und Musikpädagogin
- Mokhtar Puteh (1929–2016), Politiker in Brunei
- Mokhtar, Gamal El-Din Ahmed (1928–2018), ägyptischer Militärangehöriger und Sportfunktionär
- Mokhtar, Khadijetou (* 1959), sahrauische Politikerin und Diplomatin
- Mokhtar, Mahmoud (1891–1934), ägyptischer Bildhauer
- Mokhtar, Youness (* 1991), niederländisch-marokkanischer Fußballspieler
- Mokhtari, Mohammad (1942–1998), iranischer Schriftsteller und Opfer der Kettenmorde
- Mokhtari, Oualid (* 1982), marokkanischer Fußballspieler
- Mokhtari, Teymur (* 1973), deutsch-iranischer Schauspieler und Independent-Regisseur
- Mokhtari, Youssef (* 1979), marokkanisch-deutscher Fußballspieler

### Moki
- Moki (* 1982), deutsche Künstlerin
- Mokiejewski, Witold (* 1958), polnischer Radrennfahrer
- Mokijewskaja-Subok, Ljudmila Naumowna (1896–1919), russisch-sowjetische Revolutionärin und Panzerzugkommandeurin
- Mokin, Alexander (* 1981), kasachischer Fußballtorhüter
- Möking, Bernhard (1901–1988), deutscher Germanist und Bibliothekar
- Mokio, Jorthy (* 2008), belgischer Fußballspieler
- Mokitimi, Mamonaheng (* 1970), lesothische Politikerin, Präsidentin des Senats

### Mokj
- Mokjong (980–1009), 7. König des Goryeo-Reiches und der Goryeo-Dynastie

### Mokk
- Mokka, Hans (1912–1999), deutscher Sänger klassischer Musik und Literat
- Mokka, Irene (1915–1973), rumänische Schriftstellerin, Lyrikerin und Pianistin
- Mokkaddem, Injy El (* 1977), ägyptische Moderatorin und Schauspielerin
- Mokksha, indische Filmschauspielerin und klassische Tänzerin

### Mokn
- Moknachi, Djamal (1937–1993), algerischer Schriftsteller

### Moko
- Moko Ekanga, José (* 1958), kongolesischer Ordensgeistlicher, Bischof von Idiofa
- Mokobe Ndjoku, Joseph (* 1949), kongolesischer Geistlicher, emeritierter römisch-katholischer Bischof von Basankusu
- Mokodel, Lyés (* 1990), algerischer Hürdenläufer
- Mokoena, Aaron (* 1980), südafrikanischer Fußballspieler
- Mokoena, Fana (* 1971), südafrikanischer Schauspieler und Politiker
- Mokoena, Godfrey Khotso (* 1985), südafrikanischer Leichtathlet
- Mokoena, Joseph (1919–1969), südafrikanischer Mathematiker und Politiker
- Mokoena, Teboho (* 1997), südafrikanischer Fußballspieler
- Mokoka, Adam (* 1998), französischer Basketballspieler
- Mokoka, Stephen (* 1985), südafrikanischer Langstreckenläufer
- Mokona (* 1968), japanische Mangaka und Illustratorin
- Mokonyane, Nomvula (* 1963), südafrikanische Politikerin (ANC und SAPC)
- Mokonzi, Jobel (* 1998), angolanische SchauspielerinJobel Mokonzi (* 1998)

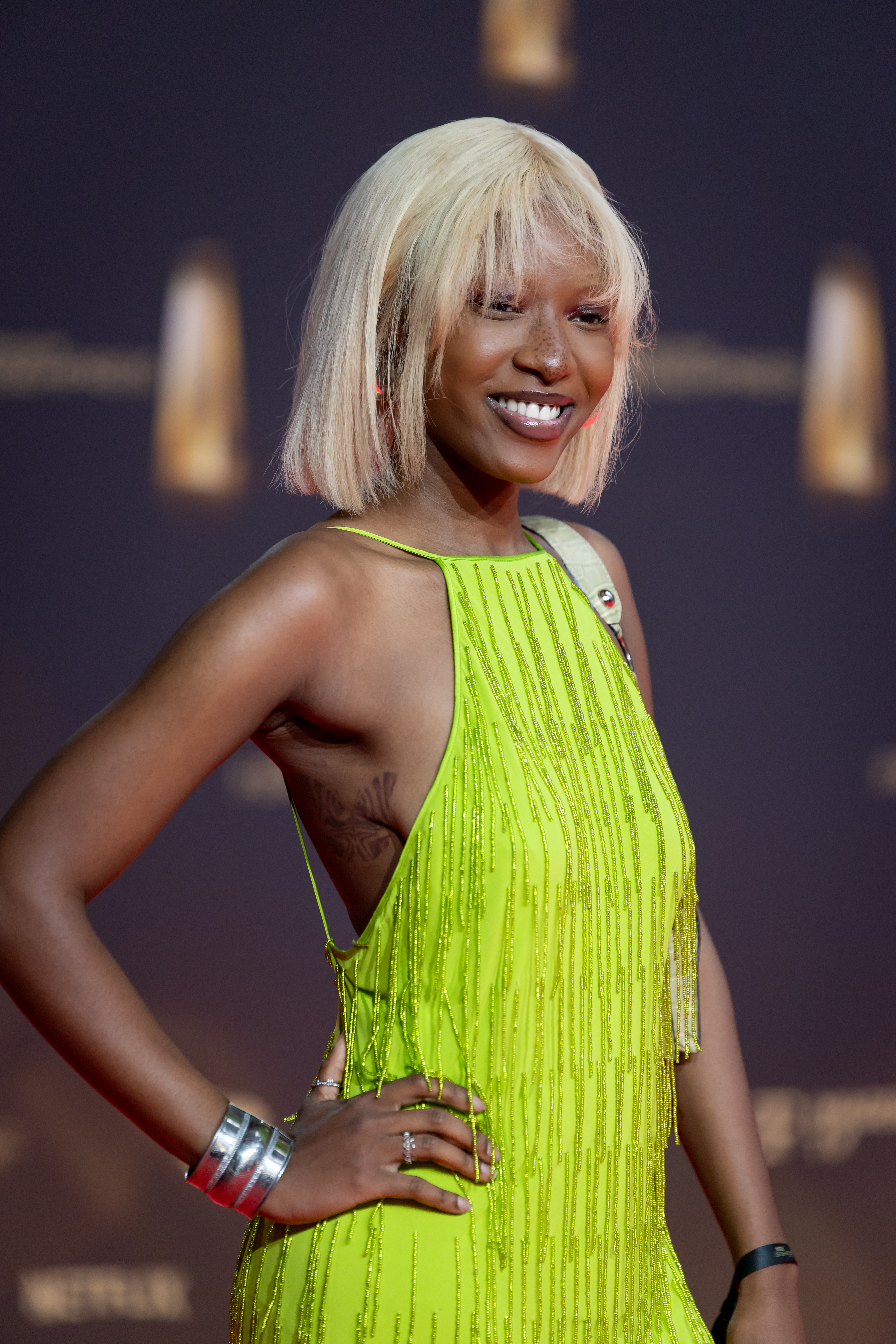
Jobel Mokonzi (* 1998)

- Mokopane, Rantso (* 1994), südafrikanischer Hindernisläufer
- Mokos, Alexander (* 1977), deutscher Schauspieler und Rundfunksprecher

### Mokr
- Mokran, Zan (* 1967), deutscher Kinderbuchautor
- Mokrani, Adnane (* 1966), tunesischer muslimischer Theologe und Hochschullehrer
- Mokrani, Mohamed (* 1981), algerischer bzw. französischer Handballspieler
- Mokranjac, Stevan Stojanović (1856–1914), serbischer Komponist
- Mokranjac, Vasilije (1923–1984), jugoslawischer Komponist
- Mokrášová, Lucia (* 1994), slowakische Leichtathletin und Bobfahrerin
- Mokre, Johann (1901–1981), österreichischer und US-amerikanischer Rechtswissenschaftler und Soziologe, Literaturhistoriker, Dichter
- Mokri, Amir M. (* 1956), iranischer Kameramann
- Mokri, Kayhan (* 1994), norwegischer Pokerspieler
- Mokri, Mohammad (1921–2007), iranischer Kurdologe und Hochschullehrer
- Mokri, Mohammed el (1851–1957), marokkanischer Politiker
- Mokrizki, Apollon Nikolajewitsch (1810–1870), russisch-ukrainischer Porträt- und Landschaftsmaler
- Mokronowski, Andrzej (1713–1784), polnischer Schriftsteller, Militärperson und Politiker
- Mokros, Andreas (* 1974), deutscher Psychologe
- Mokroš, Milan (* 1957), tschechisch-deutscher Eishockeyspieler und -trainer
- Mokrosch, Reinhold (* 1940), deutscher evangelischer Theologe
- Mokrosiński, Peter (* 1953), polnischer Kameramann, Filmregisseur und Drehbuchautor
- Mokroß, Anton (* 1886), deutscher Architekt
- Mokross, Benny (* 1965), deutscher Jazzmusiker (Schlagzeug)
- Mokross, Friedrich (1916–1999), deutscher Schauspieler und Hörspielsprecher
- Mokroß, Heinrich (* 1924), deutscher Fußballspieler
- Mokroussowa, Anna (* 1981), ukrainische Menschenrechtsaktivistin
- Mokrý, Juraj (* 1975), slowakischer Schiedsrichter
- Mokrý, Karel (* 1959), tschechischer Schachgroßmeister
- Mokry, Mirko (* 1978), deutscher Politiker (DVU), MdL
- Mokry, Rudolf (1905–1944), deutscher Schlosser, Sportler, Kommunist und Widerstandskämpfer
- Mokryk, Radomyr (* 1987), ukrainischer Historiker und Kulturwissenschaftler
- Mokrysz, Adam (* 1979), polnischer Wirtschaftswissenschaftler, Unternehmer, Investor und Philanthrop
- Mokrzycki, Mieczysław (* 1961), polnischer Geistlicher, römisch-katholischer Erzbischof von Lemberg
- Mokrzycki, Rafał (* 1991), polnischer Pianist

### Moks
- Moks, Hans (1923–2011), kanadischer Speerwerfer
- Moksel, Alexander (1918–2010), deutscher Unternehmer
- Moksnes, Jan (* 1936), norwegischer Bauingenieur

### Mokt
- Moktan, Zascha (* 1981), deutsch-nepalesische Soulsängerin, Pianistin und Gitarristin

### Moku
- Mokuan, Reien, japanischer Mönchmaler
- Mokulu, Benjamin (* 1989), kongolesischer Fußballspieler
- Mokulys, Guenter (* 1963), deutscher SkateboarderGuenter Mokulys (* 1963)

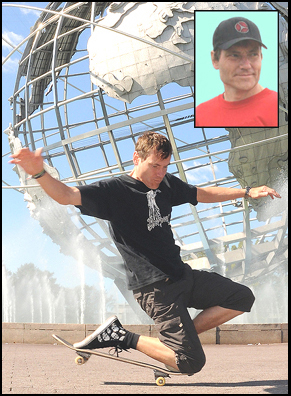
Guenter Mokulys (* 1963)

### Mokw
- Mokwa, David (* 2004), französisch-kamerunischer Fußballspieler
- Mokwa, Marian (1889–1987), polnischer Maler
- Mokwena, Nelson (* 1989), deutscher American-Football-Spieler

### Moky
- Mokyr, Joel (* 1946), US-amerikanischer Historiker